# Joel Rechlicz
Joel Rechlicz (* 14. Juni 1987 in Brookfield, Wisconsin) ist ein ehemaliger US-amerikanischer Eishockeyspieler, der im Verlauf seiner aktiven Karriere zwischen 2005 und 2017 unter anderem 234 Spiele in der American Hockey League (AHL) auf der Position des Verteidigers bestritten hat. Darüber hinaus absolvierte Rechlicz, der den Spielertyp des Enforcers verkörperte, weitere 26 Partien für die New York Islanders und Washington Capitals in der National Hockey League (NHL).

## Karriere
Joel Rechlicz begann seine Karriere als Eishockeyspieler bei den Santa Fe Roadrunners, für die er in der Saison 2004/05 in der Juniorenliga North American Hockey League (NAHL) aktiv war. In der Saison 2005/06 bestritt der Angreifer insgesamt nur sieben Spiele für die Des Moines Buccaneers und Indiana Ice aus der United States Hockey League (USHL) sowie die Olympiques de Gatineau aus der Ligue de hockey junior majeur du Québec (LHJMQ). Nachdem er auch die folgende Spielzeit bei Gatineau in der LHJMQ begonnen hatte, beendete er die Spielzeit im Profibereich bei den Chicago Hounds aus der United Hockey League (UHL).
Die Saison 2007/08 verbrachte Rechlicz bei den Kalamazoo Wings aus der nun in International Hockey League (IHL) umbenannten UHL sowie den Albany River Rats aus der American Hockey League (AHL). Daraufhin erhielt er im Mai 2008 als Free Agent einen Vertrag bei den New York Islanders, für die er in der Saison 2008/09 sein Debüt in der National Hockey League (NHL) gab. Dabei bereitete er in 17 Spielen ein Tor vor. Den Großteil der Spielzeit verbrachte der Rechtsschütze jedoch bei New Yorks Farmteams, den Utah Grizzlies aus der ECHL und den Bridgeport Sound Tigers aus der AHL. In der Saison 2009/10 spielte Rechlicz erneut sowohl für die Islanders als auch für die Bridgeport Sound Tigers in der AHL.
Im Juli 2010 unterschrieb der Abwehrspieler als Free Agent einen Kontrakt bei den Hershey Bears in der AHL. Dort war der Enforcer zwei Spielzeiten lang aktiv. Mitte Juli 2012 unterzeichnete er abermals als Free Agent einen Einjahresvertrag bei den Phoenix Coyotes und spielte im Saisonverlauf ausschließlich für deren AHL-Kooperationspartner Portland Pirates. Anschließend kehrte er durch einen Transfer im Tausch für Matt Clackson im April 2013 für zwei Spielzeiten in die Organisation der Washington Capitals und damit zu den Hershey Bears zurück, gefolgt von einem einjährigen Engagement bei den Iowa Wild. In der Folge war der US-Amerikaner zwischen 2015 und 2017 für die Grand Rapids Griffins und Bakersfield Condors in der AHL aktiv, ehe er im Sommer 2017 im Alter von 30 Jahren seine aktive Karriere beendete.

## Karrierestatistik
(Legende zur Spielerstatistik: Sp oder GP = absolvierte Spiele; T oder G = erzielte Tore; V oder A = erzielte Assists; Pkt oder Pts = erzielte Scorerpunkte; SM oder PIM = erhaltene Strafminuten; +/− = Plus/Minus-Bilanz; PP = erzielte Überzahltore; SH = erzielte Unterzahltore; GW = erzielte Siegtore; 1 Play-downs/Relegation; Kursiv: Statistik nicht vollständig)